# اچ‌ام‌اس برویزر (۱۸۹۵)
اچ‌ام‌اس برویزر (۱۸۹۵) (به انگلیسی: HMS Bruizer (1895)) یک کشتی بود که طول آن ۲۰۰ فوت (۶۱ متر) بود. این کشتی در سال ۱۸۹۵ ساخته شد.